# نیو ریپابلیک
نیو ریپابلیک، هفته‌نامه ای آمریکایی با موضوع سیاسی و هنری است که به‌طور مداوم از ۱۹۱۴ (عمدتاً به صورت هفتگی) منتشر می‌گردد.
تیراژ آن به‌طور متوسط ۵۰۰۰۰ هزار نسخه و سردبیر آن در حال حاضر ریچارد جاست (Richard Just) است.